# What's Luv?
What's Luv? è un singolo del rapper statunitense Fat Joe del 2002, tratto dal suo quarto album in studio Jealous Ones Still Envy (J.O.S.E.). Il brano ha visto la partecipazione vocale della cantante Ashanti e si basa sulle note della celebre canzone What's Love Got to Do whit It di Tina Turner del 1984.

## Tracce
1. "What's Luv?" (Clean Version) — 3:51
2. "What's Luv?" (Explicit Version) — 3:51
3. "Hustlin'" (Non-Album Bonus Track) (Featuring Armageddon) — 3:34
4. "What's Luv?" Video (Clean Version) — 3:51